# Радена Вълканова
Радена Анастасова Вълканова е българска актриса.

## Биография
Родена е на 27 декември 1967 г. Завършва през 1991 г. ВИТИЗ „Кръстьо Сарафов“ със специалност актьорско майсторство в класа на проф. Димитрина Гюрова. Първата ѝ роля е на Дребосъчето в пиесата „Карлсон, който живееше на покрива“. След като завършва, започва да играе в Народния театър. Някои от ролите са и Шарлота в „Чехов ревю“, Саша в „Иванов“, Даяна в „Трейнспотинг“, Катрин в „Доказателство“ (Театър 199), Александра в „Кислород“ (Театър 199). През 2011 г. участва в проекта за създаване на аудиодиск Сонетите на Шекспир.
Играе на сцената на Театър 199 в спектаклите: „Рибарят и неговата душа“ по Оскар Уайлд, реж. Мариус Куркински; „Малка пиеса за детска стая“, „Приятнострашно“ и „Хората от Оз“ от Яна Борисова, реж. Галин Стоев. Има пано с отпечатъците ѝ на Стената на славата пред театъра.

## Кариера в дублажа
Вълканова понякога се занимава с озвучаване на филми и сериали. Участва в дублажните студия на телевизиите „БНТ“ и „Би Ти Ви“.

## Филмография
- Порталът (6-сер. тв, 2021)
- Маймуна (2016) – Ирина
- Лора от сутрин до вечер (2011) – Шефката на Лора
- Нощ и ден (2006)
- Смисълът на живота (2004) - майката на Кирчо
- Късмет (2004) – Жената
- Хубава си, мила моя (2004) – Крейзи
- Тя и той (2002-2005) – Лили, приятелка на Силвия и Мартин
- Огледалото на дявола (2001) 4 серии – Соня
- Сирна неделя (1993) – Гласът на Стойка
- Лагерът (1990) – Вихра

## Роли в озвучаването
- „Версия Пеликан“, 2011
- „Орли на правосъдието“, 1995
- „Шоуто започва“, 2012